# Гвоздодёр

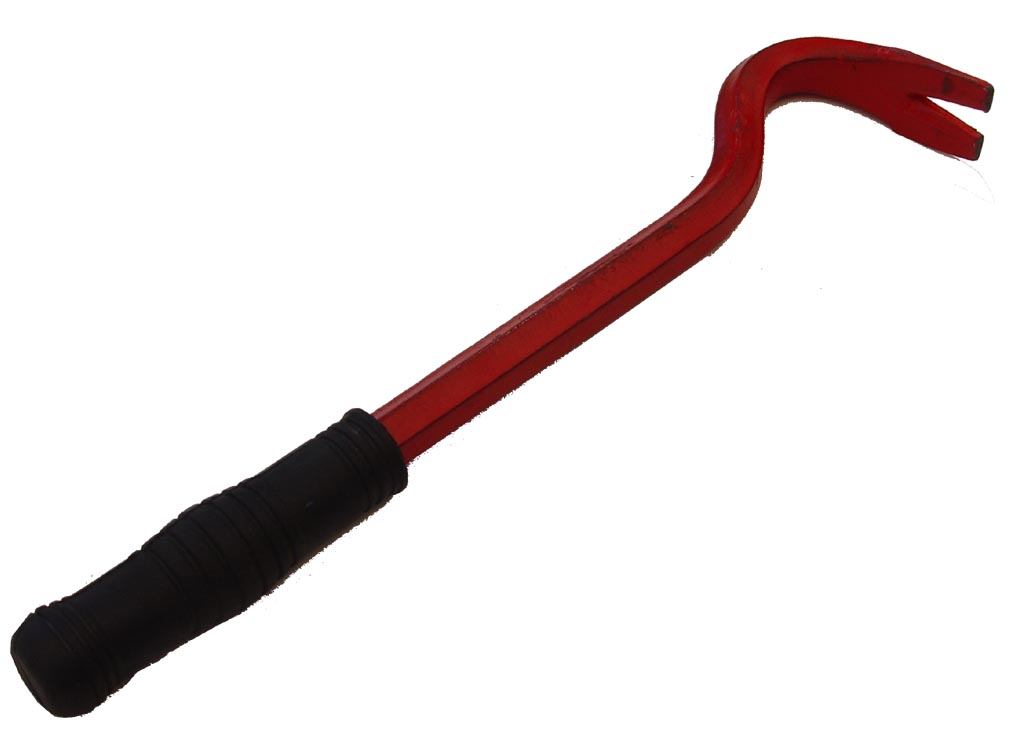
Гвоздодёр

Гвоздодёр (также известен как вы́дерга или монтиро́вка, а на уголовном может называться фо́мкой) — ручное рычажно-клиновое приспособление для вытаскивания (выдирания) вбитых в материал (дерево, пластик и др.) гвоздей. Выпускается в виде самостоятельного специализированного инструмента либо конструктивно совмещённого с такими инструментами, как молоток, лом. Слово «гвоздодёр» русское и происходит от «драть» (выдирать, вытаскивать) гвозди.

## Устройство и работа гвоздодёра

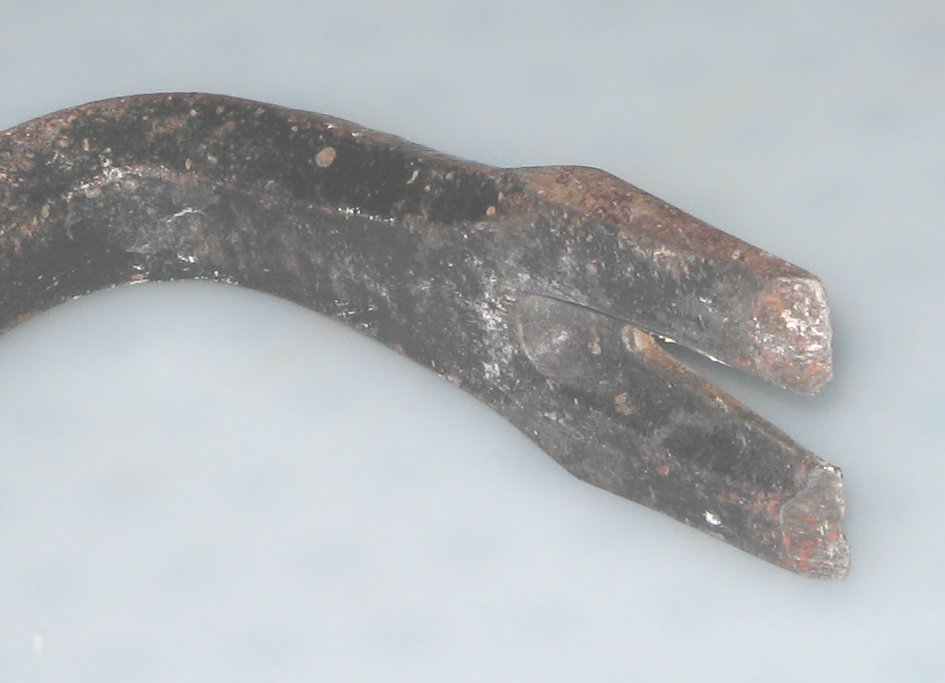
Рабочая зона лома-гвоздодёра

Гвоздодёр представляет собой изогнутый металлический клин, разделённый надвое рабочей канавкой, предназначенной для захвата и удержания при «выдирании» (вытаскивании) гвоздя за т. н. «шляпку» из материала, в который гвоздь забит. Действие гвоздодёра основано на воздействии клина на расклиниваемые поверхности — гвоздь и материал, в который забит гвоздь, а также на принципе рычага, при дальнейшем вытаскивании гвоздя.

## Применение гвоздодёра
Гвоздодёр также применяется плотниками, грузчиками, другим техперсоналом и при разрушении деревянных конструкций (тары, построек и др.).